# Верхний Посал
Верхний Посал (устар. Верхний Пасол) — река в Томской области России. Устье реки находится в 13 км по правому берегу протоки Посал, впадающей в Вах слева в 6 км от устья. Длина реки составляет 30 км.

## Данные водного реестра
По данным государственного водного реестра России относится к Верхнеобскому бассейновому округу, водохозяйственный участок реки — Обь от впадения реки Вах до города Нефтеюганск, речной подбассейн реки — Обь ниже Ваха до впадения Иртыша. Речной бассейн реки — (Верхняя) Обь до впадения Иртыша.
Код объекта в государственном водном реестре — 13011100112115200041009.